# IAI Arava
Die IAI Arava ist ein leichtes zweimotoriges Transportflugzeug des israelischen Herstellers IAI (Israel Aerospace Industries).
Die Arava war das erste größere Flugzeug, das von IAI entworfen wurde. Bis 1988 wurde eine relativ kleine Stückzahl für den militärischen und den zivilen Markt gebaut. Die Kunden kamen überwiegend aus der Dritten Welt, darunter Länder in Zentral- und Südamerika, aber auch aus Swasiland und Thailand.

## Geschichte
Die Entwurfsarbeiten begannen 1966. Gefordert wurden STOL-Fähigkeit, Operationsmöglichkeit von Behelfsflugplätzen und eine Beladung mit 25 Soldaten oder sperrigen Nutzlasten. Um dies zu erreichen, erhielt die Arava eine ungewöhnliche Konfiguration. Der Rumpf war sehr kurz und breit, die Spannweite groß. Das doppelte Leitwerk wurde an Auslegern befestigt, die an den Motorgondeln ansetzten. Der Antrieb bestand aus zwei Pratt & Whitney Canada PT6A-Turboprop-Motoren.
Die Arava flog erstmals am 27. November 1969, ein zweiter Prototyp am 8. Mai 1971. Die Produktion endete 1988. Mehr als 90 Flugzeuge sind gebaut worden, darunter 70 Militärmaschinen. In einigen Ländern sind sie nach wie vor in Dienst.

## Versionen
- IAI 101 – zivile Transportversion
- IAI 102 – ziviles Passagierflugzeug für bis zu 20 Personen im Passagierdienst oder bis zu 12 Personen in der VIP-Konfiguration
- IAI 102B – zivile Transportversion
- IAI 201 – militärische Transportversion
- IAI 202 – gestreckte Version mit modifizierten Tragflächen

## Nutzer

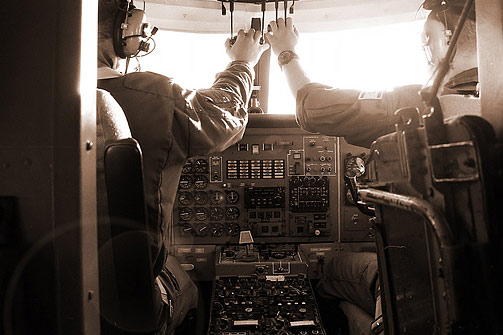
Blick ins Cockpit der Arava

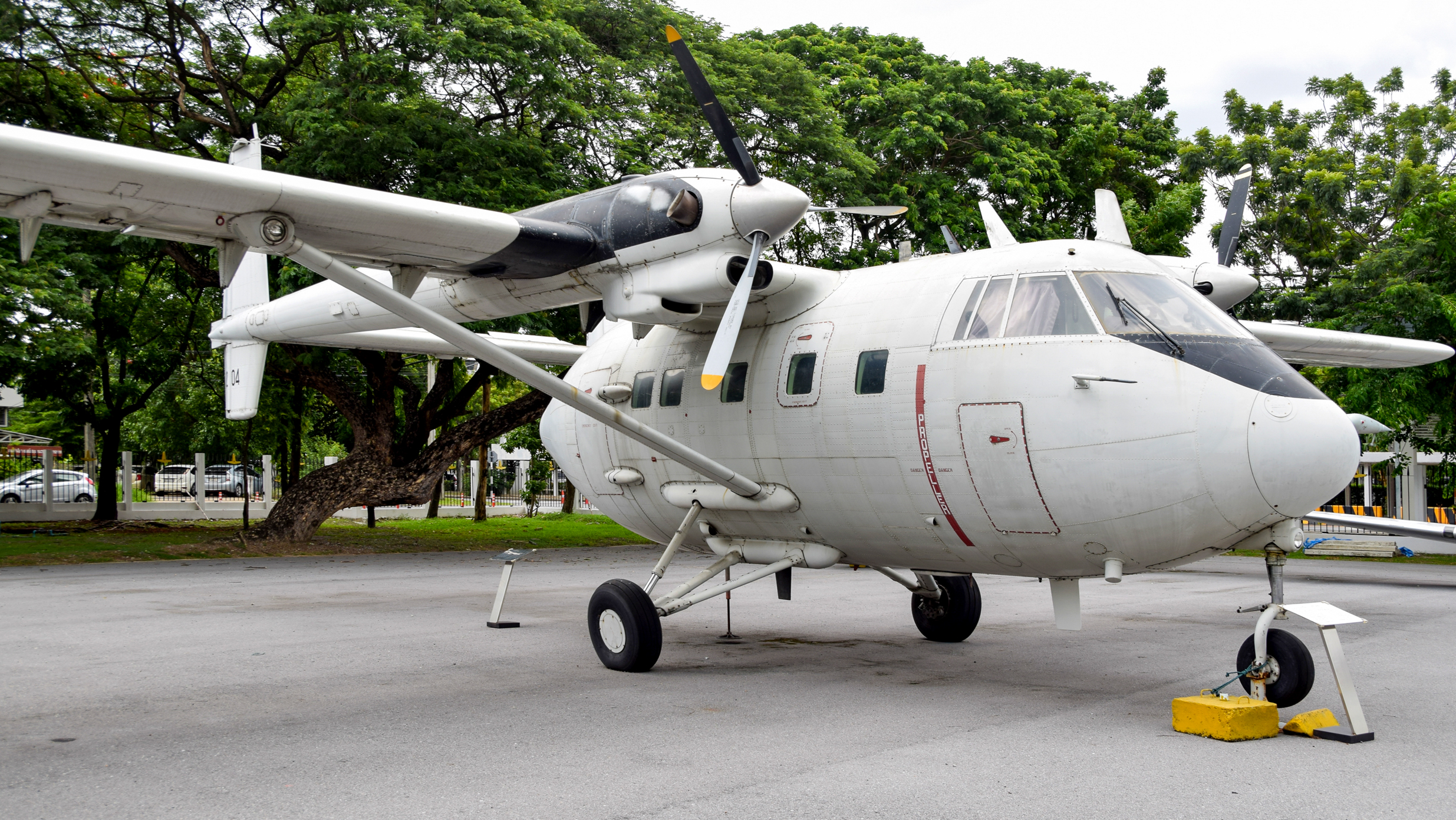
Eine IAI Arava 201 der Thailändischen Luftwaffe im Jahr 2018

- Argentinien
- Bolivien
- Ecuador
- El Salvador
- Eswatini
- Guatemala
- Haiti
- Honduras
- Israel
- Liberia
- Kamerun
- Kolumbien
- Mexiko
- Nicaragua
- Papua-Neuguinea
- Thailand
- Venezuela

## Zwischenfälle
- Am 2. März 1976 verunglückte eine IAI Arava 201 der bolivianischen TAM – Transporte Aéreo Militar (Luftfahrzeugkennzeichen TAM-76) im Dschungel. Die Maschine befand sich auf einem Inlandsflug von Camiri (Bolivien) nach Itaguasurenda. Von den 22 Insassen kamen 19 ums Leben. Das Wrack wurde erst zwei Tage später gefunden.[1]

- Am 16. März 1977 wurde eine IAI Arava 201 der bolivianischen TAM – Transporte Aéreo Militar (TAM-77) an einem unbekannten Ort in Bolivien irreparabel beschädigt. Über Personenschäden ist nichts bekannt.[2]

- Am 19. November 1979 verunglückte eine IAI Arava 201 der ecuadorianischen Luftstreitkräfte (FAE T-201) beim Start am Flughafen Catamayo, Ecuador. Alle 16 Insassen kamen um.[3]

## Technische Daten

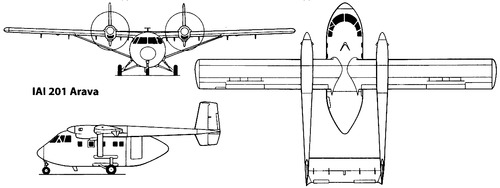
IAI Arava

| Kenngröße             | Daten                                                                  |
| --------------------- | ---------------------------------------------------------------------- |
| Besatzung             | 2                                                                      |
| Passagiere            | 12–24                                                                  |
| Länge                 | 13,00 m                                                                |
| Spannweite            | 20,90 m                                                                |
| Höhe                  | 5,20 m                                                                 |
| Nutzlast              | 2800 kg                                                                |
| Startmasse            | 6803 kg                                                                |
| Reisegeschwindigkeit  | 319 km/h                                                               |
| Höchstgeschwindigkeit | 397 km/h                                                               |
| Dienstgipfelhöhe      | 7315 m                                                                 |
| Reichweite            | 1300 km maximal; 323 km bei voller Beladung                            |
| Triebwerke            | Propellerturbinen Pratt & Whitney Canada PT6A34 mit je 782 PS (575 kW) |

## Bewaffnung
Die Militärversion kann auch zur U-Bootbekämpfung oder als leichter Angriffsflieger eingesetzt werden. Dazu ist eine Bewaffnung mit zwei seitlich angebrachten Maschinengewehren und einem dritten am Heck vorgesehen. An seitlichen Gondeln können ungelenkte Raketen im Kaliber 68 und 82 mm sowie Torpedos befestigt werden. Die U-Bootbekämpfungsvariante umfasst nebst zwei Mk.44-Torpedos auch zwölf Sonarbojen.
- 2 × 12,7-mm-Maschinengewehre FN Herstal M3P mit 250 Schuss Munition in je einem nach vorne gerichteten aerodynamischen Behälter seitlich am Rumpf
- 1 × 12,7-mm-Maschinengewehr FN Herstal M3P mit 250 Schuss Munition in je einem nach hinten gerichteten aerodynamischen Behälter im Heck
- 2 × Raketen-Rohrstartbehälter für je 6 ungelenkte Luft-Boden-Raketen; Kaliber 81 mm
- 2 × Raketen-Rohrstartbehälter für je 7 ungelenkte Luft-Boden-Raketen; Kaliber 68 mm
- 2 × Mk.44 Torpedo
- 12 × Sonarbojen